# 恋はア・ラ・モード
「恋はア・ラ・モード」（こいはア・ラ・モード）は、テレビアニメ『東京ミュウミュウ』のエンディング主題歌を収録したシングル。2002年6月5日にインデックスミュージックより発売された

## 概要
表題曲「恋はア・ラ・モード」は、テレビ愛知・テレビ東京系列放映のテレビアニメ『東京ミュウミュウ』のエンディングテーマ。作中のメインキャラクターのミュウミュウ5人の声優である中島沙樹、かかずゆみ、佐久間紅美、望月久代、野田順子が歌っている。
カップリングには、主人公・桃宮いちごのソロのキャラクターソングを収録。
CDジャケットには、ミュウミュウたちの変身後の姿が描かれている。

## 収録曲
1. 恋はア・ラ・モード [3:29]
歌：東京ミュウミュウ[メンバー 1]
作詞・作曲：ホンダタカノブ / 編曲：Grooving K.T
  - テレビアニメ『東京ミュウミュウ』エンディングテーマ
2. のんびりDreamin' [3:11]
歌：桃宮いちご（中島沙樹）
作詞：ふわふわり / 作曲：ホンダタカノブ / 編曲：Grooving K.T
3. 恋はア・ラ・モード（オリジナル・カラオケ）
4. のんびりDreamin'（オリジナル・カラオケ）

## カバー
- can/goo - can/gooデビュー20周年記念メモリアルアルバム「はたとせ」（2022年12月22日発売）

### ユニットメンバー
1. 1 2 3  桃宮いちご（中島沙樹）、藍沢みんと（かかずゆみ）、碧川れたす（佐久間紅美）、黄歩鈴（望月久代）、藤原ざくろ（野田順子）